# Конге
Конге (фр. Chutes Kongou) — водопад, расположенный в Габоне, в провинции Огове-Ивиндо на реке Ивиндо.

## География
Водопад расположен в северо-восточной части страны, в национальном парке Ивиндо, в низовьях реки Ивиндо.
Высота водопада — 56 м, ширина — 3200 м, расход воды — 900 м³/с. Конге является одним из самых широких водопадов в мире (после водопадов Кхон, Пара и Гуайра).
Водопад Конге имеет очень сложную структуру, похожую на водопад Игуасу. Он состоит из малых и больших потоков, уступов и каскадов. Многочисленные острова разделяют его на небольшие части, есть даже отдельные деревья, произрастающие непосредственно в водопаде.

## Природа и экология
Водопад считается одним из самых красивых в Центральной Африке. Он служит домом для многих видов рыб. Водопад находится в национальном парке Ивиндо, открытом в 2002 году для сохранения и защиты экосистемы реки Ивиндо.
14 апреля 2007 года президент Габона Омар Бонго предложил построить на водопаде плотину для строительства ГЭС, которая могла бы обеспечить электричеством железные рудники «Белинга». Развитие железорудной добычи по сути было бы прогрессом для экономического развития Габона, но плотина затопила бы большую часть национального парка, что оказало бы серьёзное негативное экологическое влияние на природу и повлекло упадок местного экологического туризма. Экологические организации Габона начали масштабную кампанию протестов против этих планов. Эти протесты принесли успех — в 2009 году работы были прекращены, запланированный объём добычи полезных ископаемых был сокращен.